# 颜见远
颜见远（？—502年），字见远，南琅邪郡临沂县（今江苏省南京市）人，祖籍琅邪郡临沂县（今山东省临沂市），南齐官员。

## 生平
颜见远的六代祖颜含是晋朝的侍中、国子祭酒、西平靖侯。颜见远学识渊博有志向操行，在朝为官态度严肃，有居官称职的称誉。南康王萧宝融镇守荆州时，任命颜见远担任录事参军，等到齐和帝萧宝融在江陵称帝，颜见远出任治书侍御史，很快兼任中丞。萧衍执政后，颜见远称病辞去官职。梁武帝接受禅让建立南梁后，齐和帝突然死去，颜见远痛哭一场，断绝饮食，含恨数天后死去。梁武帝听说后，非常痛恨颜见远，对朝臣说：“我是上顺天命，下从民意，干预了天下士大夫什么事？而颜见远竟然至于这样。”当时舆论都赞美颜见远的忠诚刚正，都赞叹他。

## 家庭

### 夫人
- 陈郡谢氏，谢暕的姐妹

### 子女
- 颜协，南梁镇西记室参军